# PorCité
Pour les articles homonymes, voir Cochon (homonymie).
PorCité ou PorCity (Pig City) est une série télévisée d'animation canadienne-franco en 26 épisodes de 22 minutes produite par CinéGroupe et diffusée du 16 avril 2002 à 12 octobre 2003 sur Teletoon et Télétoon, puis rediffusée sur TV5 Canada et France 3.

## Épisodes

### Première saison
1. Un cochon remuant (Wag the Hog)
2. Touchez pas au bacon ! (Talking Care of Bacon)
3. Politique et langue de porc (Pork Barrel Politics)
4. Cochon pendu (Hogtied)
5. Monsieur Mikey (Mr. Mikey)
6. Le directeur (It's the Principal)
7. Alerte à la météorite (Meteorite Madness)
8. Porcstar (Porkstars)
9. Un parfum de scandale (Raising a Stink)
10. Copain comme cochon (Martha and the Razorbacks)
11. De la confiture au cochon (Honey Mommy)
12. Un travail de cochon (Pigmalion)
13. Ici radio cochon (Pork Up the Volume)

### Deuxième saison
1. Drôle de célibataires (Motivational Ham)
2. Les sangliers (Bachelor Daze)
3. Cochons de choc (Coming To Grips)
4. Gloire au cochon ! (Family Plot)
5. Leçon de conduite (Driven)
6. Porc royal (Dear Martha)
7. Le purin (The Hogfather)
8. La nuit des porcs-vivants (Pork n' Screams)
9. Noël au bacon (Christmas Ham)
10. Reggie et son cerveau (Reggie vs. His Brain)
11. Porc capitaliste (Capitalist Pig)
12. Le chef de classe (Headcheese of the Class)
13. Un cochon au Japon (Pig in Japan)

## Distribution

### Voix françaises
- Sébastien Desjours : Mikey
- Olivier Destrez
- Antoine Doignon
- Patrice Dozier
- Éric Etcheverry
- Sophie Gormezano
- Caroline Lallau
- Laurent Morteau